# Selle-en-Coglès
Selle-en-Coglès foi uma comuna francesa na região administrativa da Bretanha, no departamento Ille-et-Vilaine. Estendia-se por uma área de 8,23 km². Em 2010 a comuna tinha 597 habitantes (densidade: 72,5 hab./km²).
Em 1 de janeiro de 2017, passou a formar parte da nova comuna de Les Portes du Coglais.